# Milton Parron
Milton Parron Villega (Araçoiaba da Serra, 21 de outubro de 1941) é um jornalista e radialista brasileiro.

## Biografia
Trabalhou na Rádio Jovem Pan por cerca de 30 anos, onde esteve desde 1959. Foi  autor de memoráveis  reportagens investigativas, tendo sido agraciado com vários prêmios, entre os quais três  Roquette Pinto, em 1966,  1968 e 1969.Também três  APCA - 1991, 1999 e 2012 -   CNT Nacional de em 1995, um Esso em 1974 e dois Sanyos de jornalismo radiofônico.
Integrou a equipe de reportagem da Jovem Pan e  TV Record  comandada pelo jornalista Fernando Vieira de Mello.
Em 1969  ficou conhecido nacionalmente  por  inocentar, com suas reportagens, o pai do menino Carlos Ramires, de 10 anos,  que tinha sido preso acusado de ter arquitetado o sequestro do próprio filho.   Sua soltura ocorreu 8 horas após a matéria ter ido ao ar, tendo sido, na ocasião, exonerado o secretário de Segurança Pública do Estado do Rio e afastado das funções o delegado de Duque de Caxias responsável pela prisão de João Mello da Costa,  o pai de Carlinhos.  Também foi o único reporter que entrevistou  no próprio xadrez do 3° DP de SP o criminoso Chico Picadinho, que  ocupava há semanas as manchetes dos jornais por ter esquartejado uma enfermeira na rua Aurora  em 1966.  Realizou matérias denúnciando, após as devidas análises que mandou fazer, a  má qualidade das águas minerais, do leite, da carne, dos embutidos, também da falta de segurança dos botijões de gás que não eram requalificados,  revelou a indústria dos atestados de óbito para obtenção do seguro DPVAT e, ainda, descobriu  preços superfaturados no oxigênio hospitalar vendido aos hospitais públicos pelas três empresas que dominavam o mercado, entre outros.  Todas as denúncias resultaram em leis, portarias e quebra de contratos para corrigir as distorções.  Em 1974 transmitiu durante 8 horas praticamente ininterruptas o incêndio no edifício Joelma tornando-se uma referência em transmissões ao vivo de eventos dessa natureza  o que lhe valeu vários diplomas e medalhas e centenas de convites que ainda recebe para fazer palestras sobre aquela cobertura jornalística que marcou o rádio de São Paulo.    Entrevistou em 50 anos de carreira grandes  personalidades artísticas, políticas, esportivas e científicas do planeta, entre as quais, Sophia Loren, Gina Lollobrígida, Pedro Vargas, Cantinflas,  Charles De Gaulle,  Albert Sabin, Pelé,  madre Thereza de Calcutá, padre  Pedro Arrupe,  Superior dos Jesuitas, dona Maria dos Anjos, irmã da pastorinha Lúcia,  que estava em meio a multidão que assisitiu á última aparição de N.S. Fátima, Vittório Di Sicca,  toureiro Manoel Benitez (El Cordobés), Sarita Montiel, Amália Rodrigues, Elis Regina, Jair Rodrigues, Orlando Silva, Vicente Celestino, Roberto Carlos, Marta Rocha, Ayrton Senna, Juan Manuel Fangio, Carlos Monzon.
Foi contratado pela  Rádio Bandeirantes em 1994.  Além de reportagens, apresentou  na emissora os programas Balanço Geral, entre 1997 e 2000  e  Ciranda da Cidade entre 2000 e  2015.  Também na década de 1990, por 23 anos,  esteve na Rádio USP. Na emissora, além de reportagens, apresentou o Jornal da USP e o programa "Memória", tendo chefiado o departamento de jornalismo da emissora  nos últimos 11 anos  em que esteve na  mesma, onde por força estatutária  foi  aposentado em 2011.  Recebeu o Prêmio APCA  em 1991, 1999 e 2012.  Também foi vencedor dos prêmios Esso e duas vezes o Sanyo de Jornalismo além de conquistar   Prêmio  Nacional  CNT de Rádio em sua primeira edição.  Condecorado com a Medalha do Pacificador concedida pelo Exército, Imortal do Rádio pela Assembleia Legislativa de SP, Medalha Anchieta e Título de Gratidão da Cidade de São Paulo, ambos pela Câmara Municipal paulistana,  Menção Honrosa concedida pelo Corpo de Bombeiros por sua atuação como jornalista nos incêndios dos edifícios Andrauss e Joelma e no gasoduto da Petrobrás na baixada santista, entre outros.  
Milton Parron  prossegue como diretor do Centro de Documentação e Memória da Rádio Bandeirantes e  na mesma emissora continua  produzindo e apresentando o programa "Memória",  por ele mesmo criado em 1982 ainda  na Jovem Pan,  e atualmente  um dos  programas mais acessados no Podcast   da Band.  